# Углицкое сельское поселение
Углицкое се́льское поселе́ние — муниципальное образование в Чесменском районе Челябинской области Российской Федерации. В рамках административно-территориального устройства муниципальное образование  соответствует административно-территориальной единице Углицкий сельсовет.
Административный центр — посёлок Углицкий.

## История
Статус и границы сельского поселения установлены Законом Челябинской области от 12 ноября 2004 года № 289-ЗО «О статусе и границах Чесменского муниципального района и сельских поселений в его составе»

## Население
| 2002  | 2010  | 2011  | 2012  | 2013  | 2014  | 2015  |
| ----- | ----- | ----- | ----- | ----- | ----- | ----- |
| 1425  | ↘1414 | ↘1411 | ↘1397 | ↘1356 | ↘1339 | ↘1333 |
| 2016  | 2017  | 2018  | 2019  | 2020  | 2021  |       |
| ↘1324 | ↘1287 | ↘1270 | ↘1231 | ↘1218 | ↘916  |       |

## Состав сельского поселения
| № | Населённый пункт | Тип населённого пункта          | Население |
| - | ---------------- | ------------------------------- | --------- |
| 1 | Зелёная Долина   | посёлок                         | ↘188      |
| 2 | Климовка         | посёлок                         | ↘233      |
| 3 | Углицкий         | посёлок, административный центр | ↗993      |